# Planetella needhami
Planetella needhami är en tvåvingeart som först beskrevs av Ephraim Porter Felt 1907.  Planetella needhami ingår i släktet Planetella och familjen gallmyggor.
Artens utbredningsområde är Illinois. Inga underarter finns listade i Catalogue of Life.